# Dorfkirche Heiligensee

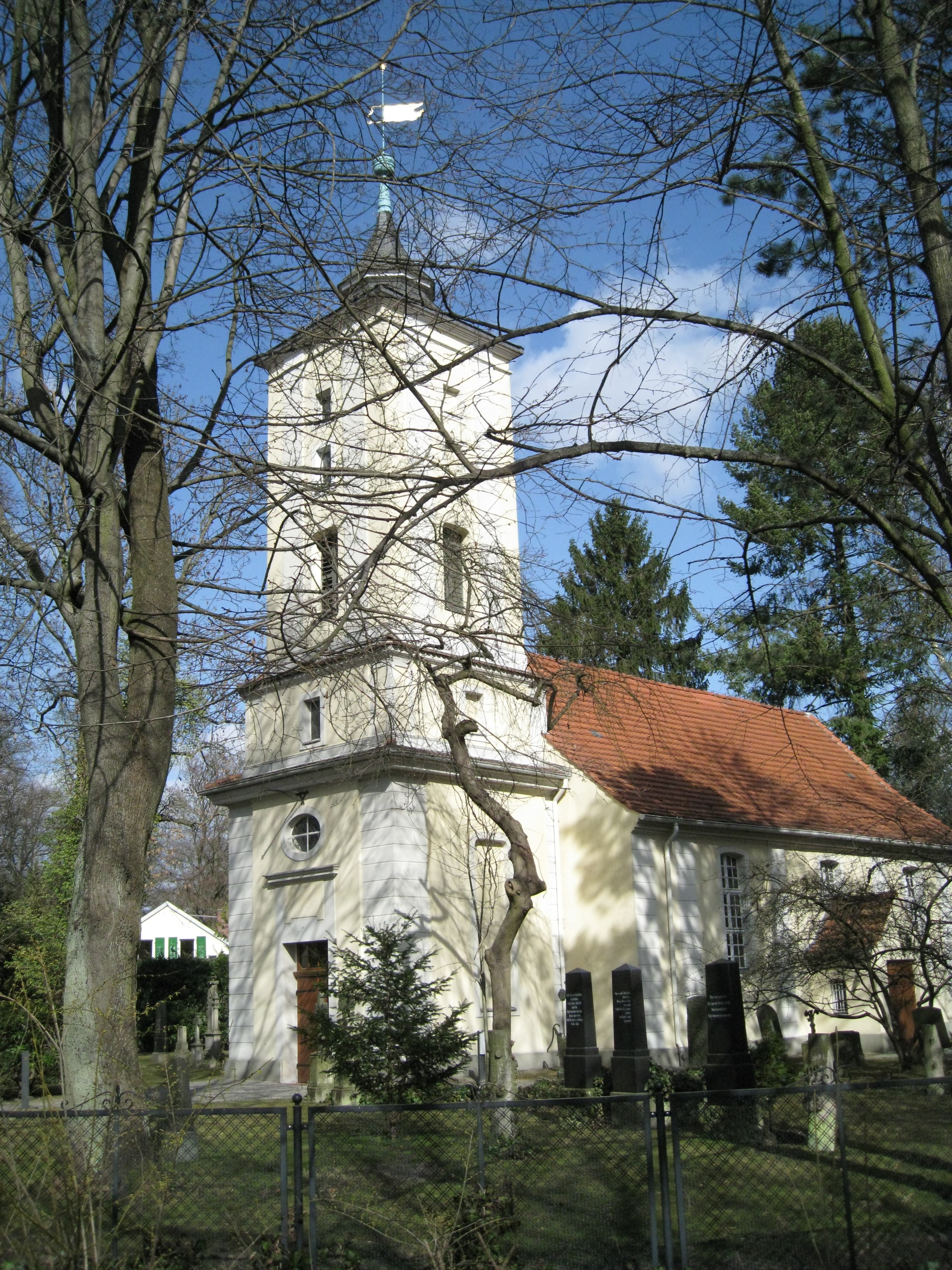
Dorfkirche Heiligensee

Die  Dorfkirche Heiligensee auf dem Dorfanger Alt-Heiligensee 45/47 im Berliner Ortsteil Heiligensee ist eine der über 50 Dorfkirchen in Berlin. Ihr Kern geht wahrscheinlich  auf das Ende des 15. Jahrhunderts zurück. Sie ist im Laufe der Jahrhunderte umgebaut worden. 1667 bekam das Kirchenschiff seine jetzige Form. Der heutige Turm wurde zwischen 1707 und 1713 errichtet und 1761 umgebaut. Dabei bekam er auch seine Haube. Die Kirche steht unter Denkmalschutz.

## Geschichte

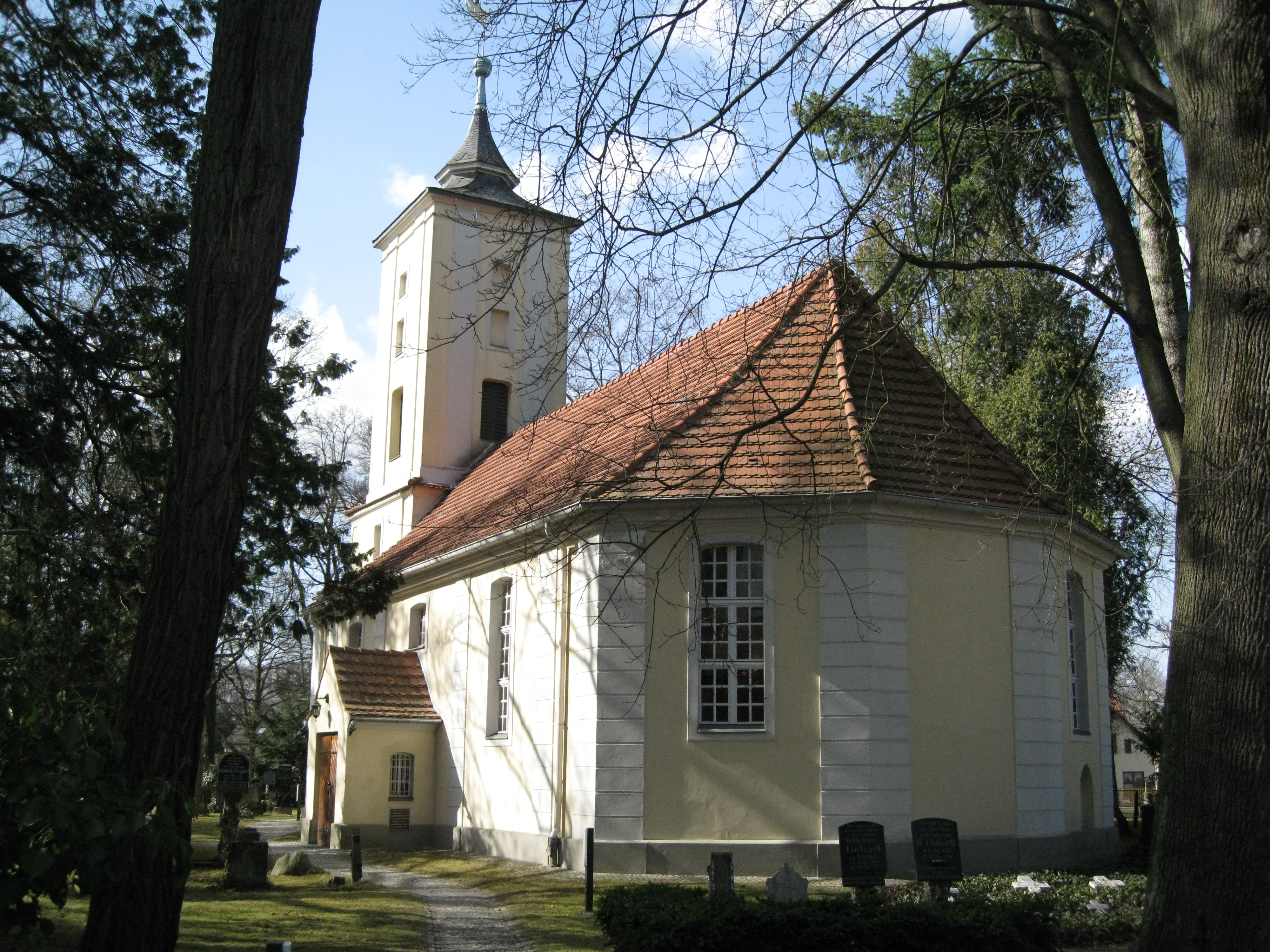
Chorschluss der Dorfkirche

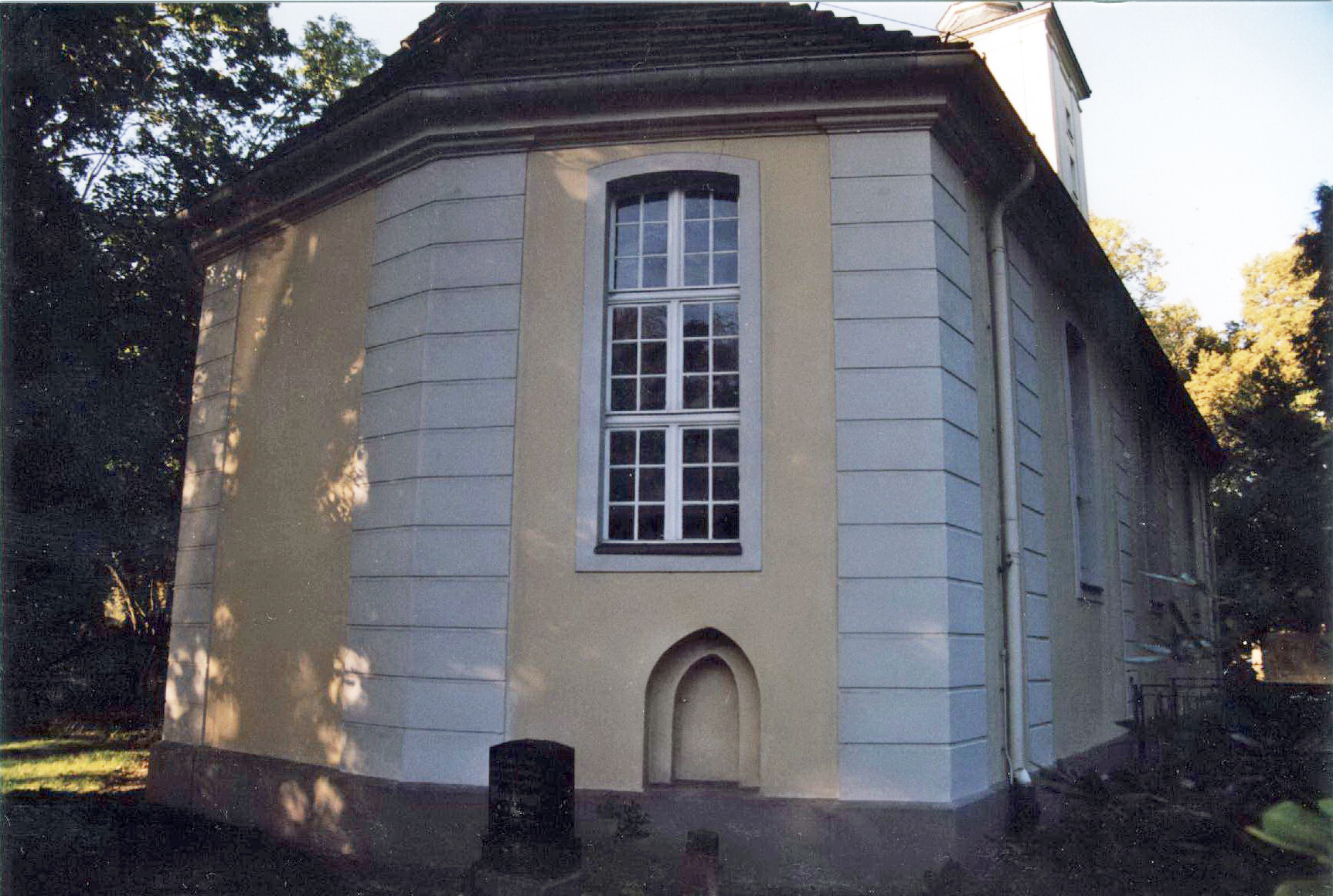
Die angebliche „Heiligennische“

Bei der ersten urkundlichen Erwähnung Heiligensees (Hyelegense) 1308 wird es als Kirchdorf bezeichnet. Zu diesem Zeitpunkt muss Heiligensee schon eine Kirche gehabt, mit großer Wahrscheinlichkeit aus Holz. Denn mit dem Bau der heutigen Kirche wurde erst Ende des 15. Jahrhunderts begonnen. 1959 wurde der im 18. Jahrhundert anlässlich der barocken Umformung aufgebrachte Putz entfernt, der die Jochgliederung des Bauwerks und seine Sockelzone verdeckte. Die freigelegten Wände der Kirche gaben Aufschluss über ihr Alter. Die Umfassungsmauern bestehen bis drei Viertel der Höhe des Kirchenschiffs aus einem Durcheinander von großen unbehauenen Feldsteinen, Bruchsteinen und Ziegeln im Klosterformat („Mischmauerwerk“). Die oberen Abschnitte, ebenso wie die Fenstergewände mit ihrem Segmentbogenschluss, bestehen dagegen aus kleinformatigen Ziegelsteinen, die erst im 17. Jahrhundert verwendet wurden. Vermutlich war auch eine Überwölbung des Innenraums geplant, darauf weisen jedenfalls Strebepfeiler hin. Das Langhaus schloss mit einem nicht ganz exakten dreieckigen Polygonalchor.
Der Turmunterbau besteht aus Rüdersdorfer Kalkstein. 1667 wurde bei einer großen Reparatur nach einem Dorfbrand das Kirchenschiff umgestaltet und mit dem Turmneubau aus Ziegeln begonnen. Nach alten Kirchenrechnungsbüchern von Heiligensee entstand der heutige Kirchturm zwischen 1707 und 1713. Nach den Unterlagen, die sich im alten Turmknauf fanden, wurde der 1713 fertiggestellte Turm im Winter 1760/1761 verändert. Er erhielt sein heutiges Äußeres, die frühklassizistische Gliederung mit Lisenen. Zu dieser Zeit entstand auch sein Dach. Die Jahreszahl der Erneuerung (1761) steht auf der Windfahne. Zwei Gussstahlglocken ohne Krone wurden 1919 vom Bochumer Verein für die Kirche gegossen.
| Schlagton | Gewicht (kg) | Durchmesser (cm) | Höhe (cm) | Inschrift                        |
| --------- | ------------ | ---------------- | --------- | -------------------------------- |
| g'        | 650          | 102              | 75        | ERZ GAB ICH, EISEN NAHM ICH 1919 |
| h'        | 310          | 080              | 58        | FRIEDE AUF ERDEN 1919            |

## Gebäude
Der Grundriss des Langhauses ist an der West- und Nordseite nicht rechteckig, sondern geringfügig parallel verschoben. Ebenso sind die Winkel des Fünfachtel-Chorschlusses im Osten nicht exakt symmetrisch. In der nördlichen Außenwand des Chor-Polygons befindet sich eine sehr schmale, aus Klosterziegeln gemauerte Spitzbogennische, in der ein sagenumranktes Heiligenbild gestanden haben soll. Seit der 1936/1937 durchgeführten Renovierung wird sie für Reste eines Portals gehalten, dessen Zweck unklar ist. Dass es sich um eine sogenannte Priesterpforte, einen Zugang zu einer Gruft aus der Anfangszeit der Kirche oder zu einer heute nicht mehr vorhandenen Sakristei handelte, ist wegen ihrer geringen lichten Breite unwahrscheinlich. Der 1959 erneut aufgebrachte Verputz des Kirchenschiffes setzt die Lisenen und die Gesimse des barocken Turmes fort.

## Inneneinrichtung

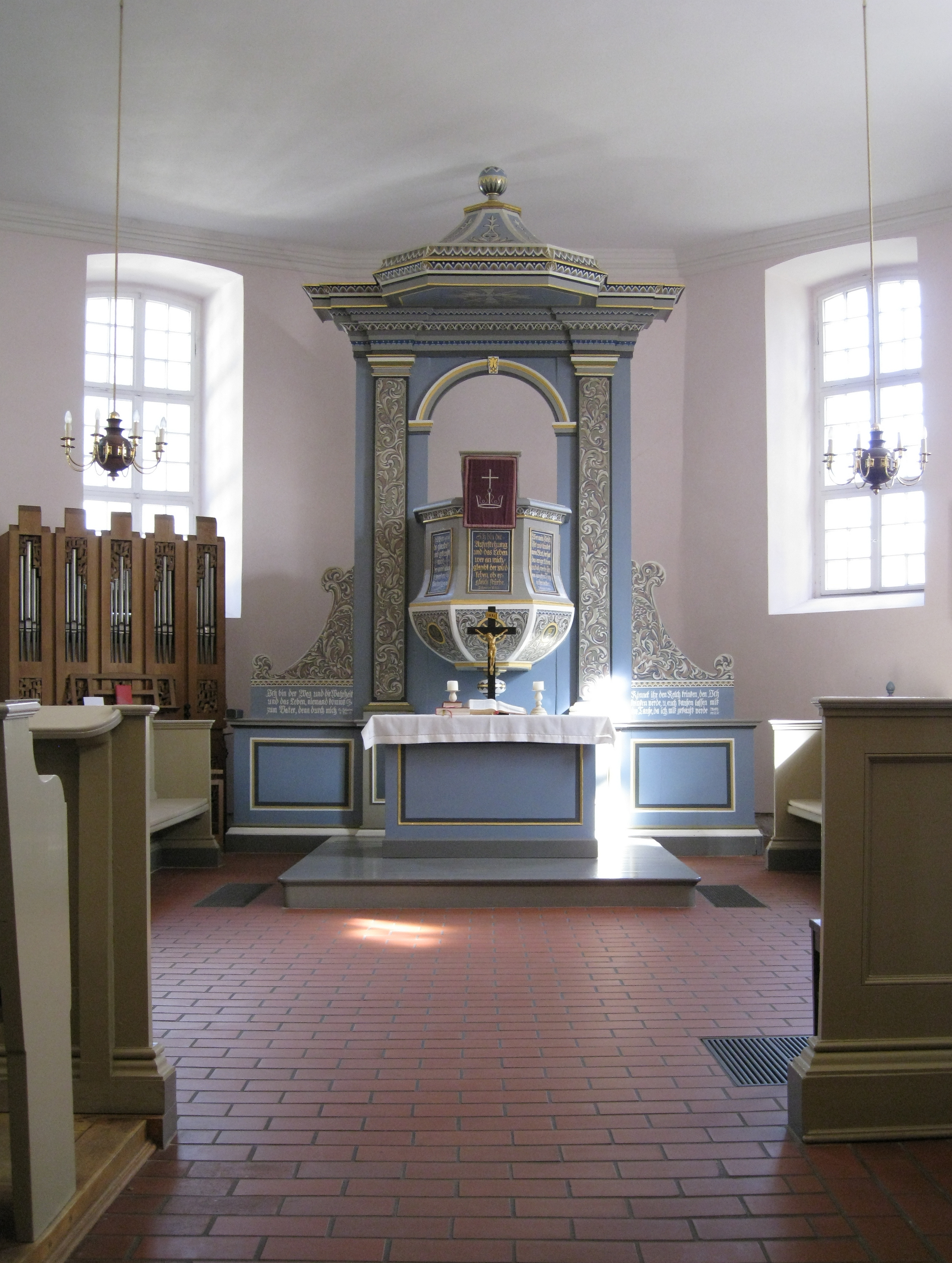
Apsis mit Altar

Der Innenraum, der durch die großen Fenster des 18. Jahrhunderts erhellt wird, besitzt eine Empore, deren Brüstung 1928 bemalt wurde. Seit 1920 steht auf der Empore eine einfache Orgel, die 1966 erneuert wurde. Der barocke Kanzelaltar wurde wahrscheinlich zur Zeit des Turmanbaus aufgestellt. Er wurde später verändert. Auf figürlichen Schmuck wurde verzichtet, was auf eine damals reformierte Gemeinde schließen lässt. Die Taufschale aus Messing, die von der Plünderung durch französische Soldaten 1806 verschont blieb, ist eine Arbeit des 16. Jahrhunderts.

## Orgel
Im Jahr 2011 wurde eine neue Orgel eingeweiht. Das neue Instrument auf der Empore wurde von der Berliner Orgelbauwerkstatt Karl Schuke erbaut. Die Orgel hat 16 klingende Register (zuzüglich drei Transmissionen) auf zwei Manualen und Pedal. Die Trakturen sind mechanisch.
| I Hauptwerk C–g3 |           |    |
| 1.               | Principal | 8′ |
| 2.               | Bordun    | 8′ |
| 3.               | Octave    | 4′ |
| 4.               | Gemshorn  | 4′ |
| 5.               | Octave    | 2′ |
| 6.               | Mixtur IV | 2′ |
| 7.               | Trompete  | 8′ |

| II Schwellwerk C–g3 |              |        |
| 08.                 | Rohrflöte    | 8′     |
| 09.                 | Salicional   | 8′     |
| 10.                 | Traversflöte | 4′     |
| 11.                 | Nasat        | 2 ⁄3′  |
| 12.                 | Piccolo      | 2′     |
| 13.                 | Terz         | 1 3⁄5′ |
| 14.                 | Oboe         | 8′     |
|                     | Tremulant    |        |

| Pedal C–f1 |                     |     |
| 15.        | Subbass             | 16′ |
| 16.        | Principal (= Nr. 1) | 08′ |
| 17.        | Bordun (= Nr. 2)    | 08′ |
| 18.        | Octave (= Nr. 3)    | 04′ |
| 19.        | Posaune             | 16′ |

- Koppeln: II/I, I/P, II/P